# سليم بوعدلا
سليم بوعدلا (26 أغسطس 1988 في فرنسا - ) (بالفرنسية: Selim Bouadla)‏ هو مدرب كرة قدم ولاعب كرة قدم فرنسي في مركز الوسط. لعب مع نادي أكاديميكا كويمبرا ونادي باريس ونادي دبرتسني ونادي لوهافر ونادي لوهافر الرياضي ‏.

## روابط خارجية
- سليم بوعدلا على موقع قاعدة بيانات كرة القدم.إي يو (الإنجليزية)
- سليم بوعدلا على موقع Soccerway.com (الإنجليزية)
- سليم بوعدلا على موقع عالم كرة القدم.نت (الإنجليزية)
- سليم بوعدلا على موقع AS.com (الإسبانية)
- سليم بوعدلا على موقع GSA (الإنجليزية)